# جنگ‌های امپراتوری عثمانی
این فهرست شامل جنگ‌هایی است که در تاریخ امپراتوری عثمانی رخ داده است:

## دوره برآمدن (1299-1453)
- ۱۲۹۹-۱۴۵۳ جنگ‌های عثمانی و بیزانس
- ۱۳۴۰–۱۳۹۶ جنگ‌های عثمانی و بلغارستان
- ۱۳۴۱–۱۳۴۷ جنگ داخلی بیزانس
- ۱۳۶۶–۱۵۲۶ جنگ‌های عثمانی و مجارستان
- ۱۳۷۱-۱۴۵۹ جنگ‌های عثمانی و صربستان
- ۱۳۷۳–۱۳۷۹ جنگ داخلی بیزانس
- ۱۳۸۹ نبرد کوزوو
- ۱۳۹۵ نبرد نیکوپولیس
- ۱۴۰۲ نبرد آنکارا (آنقوره)
- ۱۴۰۲-۱۴۱۳ فترت عثمانی
- ۱۴۰۴ شورش کنستانتین و فروزین
- ۱۴۱۶-۱۴۲۰ شورش شیخ بدرالدین
- ۱۴۲۰-۱۴۷۶ جنگ‌های عثمانی و مولداوی
- ۱۴۳۲-۱۴۷۸ جنگ‌های عثمانی و آلبانی
- ۱۴۴۳–۱۴۴۴ لشکرکشی طولانی
- ۱۴۴۴ نبرد وارنا
- ۱۴۴۷–۱۴۴۸ جنگ ونیز و آلبانی
- ۱۴۴۸ نبرد کوزوو

## دوره رشد (1453-1606)
- ۱۴۶۳–۱۴۷۹ جنگ عثمانی و ونیز
- ۱۴۷۳ نبرد اوتلوق‌بلی
- ۱۴۸۵-۱۴۹۱ جنگ عثمانی و مملوکان
- ۱۴۹۳-۱۵۹۳ جنگ صدساله عثمانی و کروآسی
- ۱۴۹۹-۱۵۰۳ جنگ‌های عثمانی و ونیز
- ۱۵۰۹-۱۵۱۳ جنگ داخلی عثمانی
- ۱۵۱۱ شورش شاهقولو
- ۱۵۱۴ جنگ چالدران
- ۱۵۱۶-۱۵۱۷ جنگ عثمانی و مملوکان
- ۱۵۱۹-۱۶۵۹ شورش‌های جلایی
- ۱۵۲۱–۱۷۱۸ جنگ‌های عثمانی و هابسبورگ
- ۱۵۳۰-۱۵۵۲ جنگ کوچک در مجارستان
- ۱۵۳۲-۱۵۵۵ جنگ صفویان و عثمانی
- ۱۵۳۷-۱۵۴۰ جنگ عثمانی و ونیز
- ۱۵۳۸-۱۵۵۷ جنگ عثمانی و پرتغال
- ۱۵۵۸ تصرف مستغانم
- ۱۵۵۸-۱۵۶۳ جنگ عثمانی و پرتغال
- ۱۵۵۹ جنگ داخلی عثمانی
- ۱۵۶۸-۱۵۷۰ جنگ روسیه و عثمانی
- ۱۵۷۰-۱۵۷۳ جنگ عثمانی و ونیز
- ۱۵۷۸ لشکرکشی به قفقاز
- ۱۵۷۸-۱۵۹۰ جنگ صفویان و عثمانی
- ۱۵۸۰-۱۵۸۹ جنگ عثمانی و پرتغال
- ۱۶۰۳-۱۶۱۸ جنگ صفویان و عثمانی

## دوره رکود (1606-1699)
- ۱۶۲۰–۱۶۲۱ جنگ عثمانی و لهستان
- ۱۶۲۲-۱۶۲۸ شورش اباضیه
- ۱۶۲۳-۱۶۳۹ جنگ صفویان و عثمانی
- ۱۶۴۵-۱۶۶۹ جنگ کرت
- ۱۶۵۶ واقعه چنار
- ۱۶۶۳–۱۶۶۴ جنگ عثمانی و اتریش
- ۱۶۷۲-۱۶۷۶ جنگ عثمانی و لهستان
- ۱۶۷۶-۱۶۸۱ جنگ روسیه و عثمانی
- ۱۶۷۶-۱۶۸۱ جنگ بزرگ عثمانی
- ۱۶۸۸ شورش چیپروتسکی
- ۱۶۸۹ شورش کارپوش

## دوره افول (1699-1792)
- ۱۷۰۰–۱۷۲۱ جنگ بزرگ شمالی
- واقعه ادرنه
- ۱۷۱۱ جنگ روسیه و عثمانی
- ۱۷۱۴–۱۷۱۸ جنگ عثمانی و ونیز
- ۱۷۱۶–۱۷۱۸ جنگ عثمانی و اتریش
- ۱۷۳۰-۱۷۳۶ جنگ عثمانی و ایران
- ۱۷۳۵–۱۷۳۹ جنگ روسیه و عثمانی
- ۱۷۳۷–۱۷۳۹ جنگ عثمانی و اتریش
- ۱۷۴۳-۱۷۴۶ جنگ عثمانی و ایران
- ۱۷۶۸–۱۷۷۴ جنگ روسیه و عثمانی
- ۱۷۷۰ شورش ارلو
- ۱۷۷۵-۱۷۷۷ جنگ عثمانی و ایران
- ۱۷۸۷–۱۷۹۱ جنگ عثمانی و اتریش
- ۱۷۸۷–۱۷۹۲ جنگ روسیه و عثمانی

## دوره انحلال (1792-1922)
- ۱۷۹۸-۱۸۰۱ لشکرکشی فرانسه در مصر و سوریه
- ۱۸۰۴–۱۸۱۳ اولین شورش صربستان
- ۱۸۰۶-۱۸۱۲ جنگ روسیه و عثمانی
- 1807-1809 جنگ عثمانی و انگلستان
- 1811-1818 جنگ عثمانی و سعودی
- 1815–1817 دومین شورش صربستان
- 1816 بمباران الجزیره
- 1821–1832 جنگ استقلال یونان
- 1821 شورش ١٨٢١والاچیا
- 1821-1823 جنگ ایران و عثمانی
- 1828–1829 جنگ روسیه و عثمانی
- 1830 هجوم فرانسه به الجزایر
- 1831–1832 شورش بزرگ بوسنی
- 1831-1833 جنگ عثمانی و مصر
- 1833–1839 قیام‌های آلبانی
- 1834 شورش ١٨٣٤ اعراب در فلسطین
- 1838 شورش ١٨٣٨ دروز
- 1839-1841 جنگ عثمانی و مصر
- 1843–1844 شورش آلبانی
- 1847 شورش ١٨٤٧ آلبانی
- 1848 انقلاب ١٨٤٨ والاچیا
- 1853–1856 جنگ کریمه
- 1854 شورش ١٨٥٤ اپیروس
- 1858 نبرد گراهوواچ
- 1860 جنگ لبنان
- 1861-1862 جنگ عثمانی و مونته‌نگرو
- 1866–1869 شورش کرت
- 1876-1878 جنگ عثمانی و مونته‌نگرو
- 1877–1878 جنگ روسیه و عثمانی
- 1878 شورش ١٨٧٨ اپیروس
- 1878 تصرف بوسنی و هرزگوین توسط اتریش-مجارستان
- 1895-1896 قیام زیتون
- 1897 جنگ یونان و ترکیه
- 1904 شورش ساسون
- 1910 شورش ١٩١٠ آلبانی
- 1911–1912 جنگ عثمانی و ایتالیا
- 1912–1913 جنگ اول بالکان
- 1913 جنگ دوم بالکان
- 1914-1918 جنگ جهانی اول (به عنوان بخشی از قدرت‌های مرکز)
- 1918-1920 جنگ ارمنستان و آذربایجان
- 1919–1922 جنگ یونان و ترکیه
- 1919–1923 جنگ استقلال ترکیه